# Jamajčanski dolar
Jamajčanski dolar, ISO 4217: JMD, je valuta Jamajke. Dijeli se na 100 centi, a u domaćem platnom prometu označava se simbolom $, odnosno J$.
U upotrebi je od 1969. godine. Do 1972. godine koristio se na Kajmanskim otocima. Banka Jamajke izdaje kovanice od 1, 10, 25 centi, 1, 5, 10 i 20 dolara, te novčanice od 50, 100, 500 i 1000 dolara.

## Vanjske poveznice
- Banka Jamajke